# Les Musiciens du Louvre Grenoble

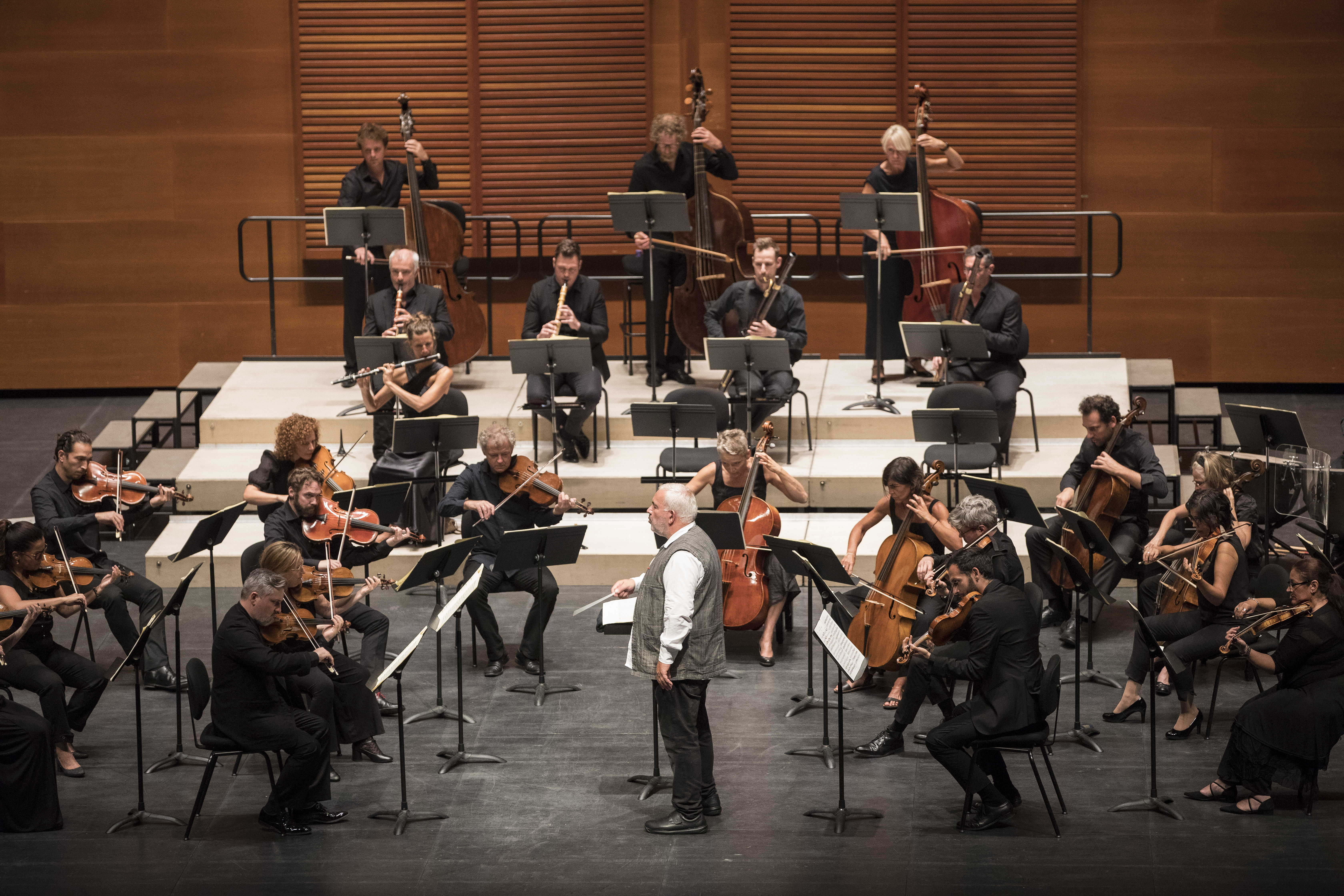
Les Musiciens du Louvre Grenoble, 2020

Les Musiciens du Louvre Grenoble es un conjunto francés que toca en instrumentos antiguos en el antiguo Convento de los Mínimos de Grenoble.

## Historia
Fundado por Marc Minkowski en 1982, el grupo Les Musiciens du Louvre en principio tuvo su sede en París. Desde 1987, se ha impuesto en el escenario europeo entre los conjuntos de música barroca y clásica. Desde hace algunos años, sus incursiones en las obras de Offenbach, Berlioz y Bizet también han sido exitosas.
En 1992, el grupo inauguró el festival de música barroca de Versalles con Armida de Gluck y luego en 1993 participa de la inauguración de la Opéra Nouvel en Lyon con Phaëton de Lully. Ese mismo año recibió un Gramophone como "Mejor grabación vocal barroca para su grabación San Giovanni Battista de Stradella.
Desde 1996, el conjunto esta en residencia en Grenoble, donde se une con el Conjunto instrumental de la ciudad y toma su nombre actual: Les Musiciens du Louvre Grenoble. En el año 2004, desde la reobertura de la Casa de la Cultura de la ciudad, rebautizada para la ocasión MC2, el conjunto anima un taller creativo.
En 2005, Les Musiciens du Louvre-Grenoble han sido invitados a tocar Mozart en Salzburgo (Mitridate, en el contexto de la integral de Mozart de 2006).
En 2009 la orquesta aborda por primera vez a Wagner en el Théâtre du Châtelet, en la presentación de su primera ópera Die Feen (Las Hadas). Para celebrar el bicentenario del nacimiento de Richard Wagner, presentan en Grenoble, y luego en Viena, en enero de 2013, la reconstrucción de un concierto dado por el mismo Wagner, el 11 de enero de 1863 en el Theater an der Wien. La orquesta también celebra durante la temporada 2012-2013, el trigésimo aniversario de su creación con una serie de conciertos en Grenoble y París, y luego una gira por Asia (Tokio, Kanazawa, Hong Kong, Shanghái, Seúl, Yakarta) en el primer trimestre de 2013, seguida por una serie de conciertos en Grenoble, en Francia y en Europa en el segundo trimestre de 2013.
El 6 de diciembre de 2014 el alcalde de Grenoble Eric Piolle anuncia el retiro de su subvención anual de 438 000 € para los Musiciens du Louvre Grenoble, lo que podría causar un golpe mortal a este conjunto en 2016, según su presidente, Pascal Lamy. Este pide ayudar a la orquesta en "la optimización de su presupuesto o encontrar alguna otra ciudad para ser su anfitriona. Marc Minkowski, lamentando la "ingratitud" del ayuntamiento de la ciudad de Grenoble, dijo: «la aprehensión de la cultura política debe ser por las personas que han estudiado la cuestión, como nosotros, los músicos, el estudio de nuestro instrumento». En julio de 2015, Marc Minkowski, fundador de la orquesta, es nombrado director de la Ópera Nacional de Burdeos, y sugiere que podría dejar la dirección de la orquesta de Grenoble a otro director.

## Proyecto musical
Les Musiciens du Louvre-Grenoble se inscriben en el renacimiento en Francia de la música barroca y, más generalmente, en la práctica de la música interpretada en los instrumentos y en el estilo de la época. El proyecto de les Musiciens du Louvre-Grenoble es ofrecer una reinterpretación progresiva del repertorio sinfónico y operístico que conduce desde el barroco a la música moderna, y devolver a la programación a algunas de las obras que han sido abandonados por razones poco claras o injustificadas. Este proyecto hace de les Musiciens du Louvre-Grenoble uno de los conjuntos más evolutivos, inventivos y originales del mundo.

## Repertorios abordados
El conjunto destaca por su relectura de obras de Handel, Purcell y Rameau, pero también de Haydn y Mozart, por citar los nombres más significativos. Este camino conduce, naturalmente, a acercarse a los repertorios posteriores, con predilección por la música francesa del siglo XIX. Comenzando con la integral de las sinfonías de Schubert, también han participado en proyectos alrededor de Berlioz (La Sinfonía fantástica, Las Noches de verano, Harold en Italia) y de Jacques Offenbach (en particular La Belle Hélène, y La Grande-duchesse de Gérolstein), pero también de Georges Bizet (Carmen y L'Arlésienne) y Gabriel Fauré (Música de Teatro).
Considerada una de las mejores orquestas del mundo por el diario británico The Guardian, el grupo aborda proyectos en una amplia variedad de repertorio que va desde Monteverdi a Stravinsky, que presenta en Grenoble, en París, en Francia y en el extranjero.

## Obertura hacia la Ópera
La Ópera rápidamente tomó una participación creciente en la actividad de la orquesta y el repertorio se extendió a otros universos: Monteverdi (La Coronación de Popea en el año 2000 en el Festival d'Aix-en-Provence), Gluck (Armide en 1992), Mozart (La Flauta Mágica en la Trienal del Ruhr, El Rapto del Serrallo en el Festival d'Aix-en-Provence, Mitridate en el 2005 para su primera actuación en el Festival de Salzburgo), pero por encima de todas las producciones las de Iphigénie en Tauride de Gluck en la Ópera de París, Carmen de Bizet (mayo de 2007), Die Feen de Wagner (marzo de 2009) en el Théâtre du Châtelet y Las bodas de Fígaro de Mozart en el Théâtre des Champs-Elysées atrajeron la aclamación de la crítica. En el curso de su abundante actividad profesional el grupo ha realizado varias giras importantes por el este de Europa, Asia, América del Sur y Japón.

## Presencia a nivel local
A partir de 2005, Marc Minkowski decidió crear el Atelier des Musiciens du Louvre, un proyecto que tiene como objetivo aumentar las alianzas con diversos actores culturales (tales como el Museo de la música), pero más particularmente regionales (tales como la Agencia de Isère de difusión artística), y proporcionar una nueva rampa de acceso a los grandes conciertos de la temporada de la orquesta a través de creaciones musicales originales, proyectos educativos y proyectos de sensibilización, en particular, de los jóvenes de la audiencia. Conciertos en pequeños grupos (dos violines, violín y pianoforte, dos violines y clavecín, etc) se dan en varios lugares en todo el río Isère: Château du Touvet, la iglesia de Corenc, Universidad de Grenoble en La Tronche, Teatro de Sainte-Marie-d'en-bas o el auditorio del Museo de Grenoble, pero también durante las giras (el 27 de enero de 2012 en el Mozart Museen en Salzburgo y el 9 de marzo de 2013 en Bandung, durante la gira en Asia).
El Atelier des Musiciens du Louvre, creado en 2005 por Marc Minkowski, tiene la vocación de ser una presencia de la orquesta de Les Musiciens du Louvre en la Región de Ródano-Alpes e ir al encuentro de los públicos más aislados.

## Discografía
La discografía del conjunto incluye las obras:
- Lully (Phaëton, Acis & Galatée, les Comédies-Ballets)
- Charpentier (Le Malade imaginaire, Te Deum)
- Marais (Alcione)
- Blamont (Didon)
- Clérambault (Le Soleil vainqueur des Nuages)
- Mouret (Les Amours de Ragonde)
- Stuck (Héraclite & Démocrite)
- Rebel (Les Élémens)
- Rameau (Hippolyte & Aricie, Platée, Dardanus, Les surprises de l'Amour [suites], Anacréon, Le Berger fidèle, Une symphonie imaginaire)
- Mondonville (Titon & l'Aurore, Sonates en symphonies)
- Gluck (Armide, Iphigénie en Tauride, Orphée et Eurydice)
- Méhul (Symphonies 1 y 2)
- Berlioz (Symphonie fantastique et Herminie avec le Mahler Chamber Orchestra et Aurélia Legay)
- Offenbach (La Belle Hélène, La Grande-Duchesse de Gérolstein, Concerto pour violoncelle et autres pièces orchestrales, gala avec Anne Sofie von Otter, Orphée aux Enfers, A Concert of Music by Offenbach)
- Handel (Il trionfo del Tempo e del Disinganno, La resurrezione, Messiah, Hercules, Amadigi, Teseo, Ariodante, Giulio Cesare, Concerti Grossi opus 3, Dixit Dominus et motets romains, Delirio amoroso et cantates avec Magdalena Kozena, Cantates françaises, Haendel Scarlatti Caldara Opera Proibita avec Cécilia Bartoli)
- Mozart (Mitridate [DVD], Die Entführung aus dem Serail [DVD], Don Giovanni [arrangement pour octuor à vent par Triebensee], Jupiter)
- Monteverdi (L'incoronazione di Poppea [DVD])
- Stradella (San Giovanni Battista)
- Rossini (L'inganno felice [sous le nom de Concert des Tuileries])
- Bizet (L'Arlésienne)
- Bach (La Messe en Si)
- Schubert (les symphonies)